# Coupe d'Europe des vainqueurs de coupe de football 1983-1984
Navigation
Coupe des coupes 1982-1983 Coupe des coupes 1984-1985
La Coupe d'Europe des vainqueurs de coupe 1983-1984 voit la victoire du club italien de la Juventus, qui bat les Portugais du FC Porto lors de la finale disputée au Stade Saint-Jacques de Bâle. C'est la première Coupe des coupes remportée par la Juventus, qui dispute là la sixième finale européenne de son histoire. Quant au FC Porto, c'est la première finale européenne du club et il est le deuxième club portugais à atteindre la finale (après la victoire du Sporting Portugal en 1964). Le tenant du titre, Aberdeen, confirme son statut en atteignant une nouvelle fois le dernier carré de la compétition, avant de céder face au FC Porto.
Trois joueurs se partagent le titre de meilleur buteur de la compétition. Il s'agit des Soviétiques Viktor Hratchov et Serhiy Morozov du Chakhtior Donetsk et de l'Écossais Mark McGhee d'Aberdeen FC, tous trois auteurs de cinq buts lors de l'épreuve.
Il n'y a pas de club roumain engagé cette saison en Coupe des Coupes. Universitatea Craiova, pourtant vainqueur de la Coupe de Roumanie, ne participe pas à la compétition car il dispute la Coupe UEFA pour une raison insolite: La fédération roumaine venait de commettre l'erreur de déterminer la date de la finale de sa coupe nationale en dehors des délais permis par l'UEFA. Par conséquent l'UEFA vient de décider que la Roumanie n'avait pas respecté les critères existantes concernant l'admission de leur vainqueur de coupe et le résultat fut que la Roumanie n'était pas autorisé à inscrire leur vainqueur de coupe pour cette édition de la Coupe d'Europe des vainqueurs de coupe.

## Tour préliminaire
| Équipe 1         | Résultat | Équipe 2      | Aller | Retour |
| ---------------- | -------- | ------------- | ----- | ------ |
| Swansea City AFC | 1 - 2    | FC Magdebourg | 1 - 1 | 0 - 1  |

## Seizièmes de finale
| Équipe 1              | Résultat | Équipe 2          | Aller  | Retour |
| --------------------- | -------- | ----------------- | ------ | ------ |
| NEC Nimègue           | 2 - 1    | SK Brann          | 1 - 1  | 1 - 0  |
| FC Magdebourg         | 1 - 7    | FC Barcelone      | 1 - 5  | 0 - 2  |
| Mersin İdman Yurdu SK | 0 - 1    | Spartak Varna     | 0 - 0  | 0 - 1  |
| Manchester United     | 3 - 3    | Dukla Prague      | 1 - 1  | e2 - 2 |
| Hammarby IF           | 5 - 2    | 17 Nëntori Tirana | 4 - 0  | 1 - 2  |
| Sligo Rovers          | 0 - 4    | Haka Valkeakoski  | 0 - 1  | 0 - 3  |
| Glentoran FC          | 2 - 4    | Paris SG          | 1 - 2  | 1 - 2  |
| Juventus              | 10 - 2   | Lechia Gdańsk     | 7 - 0  | 3 - 2  |
| Valletta FC           | 0 - 18   | Glasgow Rangers   | 0 - 8  | 0 - 10 |
| Dinamo Zagreb         | 2 - 2    | FC Porto          | 2 - 1e | 0 - 1  |
| Boldklubben 1901      | 3 - 9    | Chakhtior Donetsk | 1 - 5  | 2 - 4  |
| Servette FC           | 9 - 1    | Avenir Beggen     | 4 - 0  | 5 - 1  |
| AEK Athènes           | 3 - 4    | Újpest FC         | 2 - 0  | 1 - 4  |
| FC Wacker Innsbruck   | 3 - 7    | FC Cologne        | 1 - 0  | 2 - 7  |
| EN Paralimni          | 3 - 7    | KSK Beveren       | 2 - 4  | 1 - 3  |
| ÍA Akranes            | 2 - 3    | Aberdeen          | 1 - 2  | 1 - 1  |

## Huitièmes de finale
| Équipe 1          | Résultat | Équipe 2          | Aller  | Retour |
| ----------------- | -------- | ----------------- | ------ | ------ |
| NEC Nimègue       | 2 - 5    | FC Barcelone      | 2 - 3  | 0 - 2  |
| FK Spartak Varna  | 1 - 4    | Manchester United | 1 - 2  | 0 - 2  |
| Hammarby IF       | 2 - 3    | Haka Valkeakoski  | 1 - 1  | 1 - 2  |
| Paris SG          | 2 - 2    | Juventus          | 2 - 2e | 0 - 0  |
| Glasgow Rangers   | 2 - 2    | FC Porto          | 2 - 1e | 0 - 1  |
| Chakhtior Donetsk | 3 - 1    | Servette          | 1 - 0  | 2 - 1  |
| Újpest FC         | 5 - 5    | FC Cologne        | 3 - 1  | e2 - 4 |
| KSK Beveren       | 1 - 4    | Aberdeen          | 0 - 0  | 1 - 4  |

## Quarts de finale
| Équipe 1                       | Résultat | Équipe 2          | Aller | Retour |
| ------------------------------ | -------- | ----------------- | ----- | ------ |
| FC Barcelone                   | 2 - 3    | Manchester United | 2 - 0 | 0 - 3  |
| Football Club Haka Valkeakoski | 0 - 2    | Juventus          | 0 - 1 | 0 - 1  |
| FC Porto                       | 4 - 3    | Chakhtior Donetsk | 3 - 2 | 1 - 1  |
| Újpest FC                      | 2 - 3    | Aberdeen          | 2 - 0 | 0 - 3  |

## Demi-finales
| Équipe 1          | Résultat | Équipe 2 | Aller | Retour |
| ----------------- | -------- | -------- | ----- | ------ |
| Manchester United | 2 - 3    | Juventus | 1 - 1 | 1 - 2  |
| FC Porto          | 2 - 0    | Aberdeen | 1 - 0 | 1 - 0  |

## Finale
| Équipe 1 | Résultat | Équipe 2 |
| -------- | -------- | -------- |
| Juventus | 2 - 1    | FC Porto |